# Agathon japonicus
Agathon japonicus är en tvåvingeart som först beskrevs av Alexander 1922.  Agathon japonicus ingår i släktet Agathon och familjen Blephariceridae. Inga underarter finns listade i Catalogue of Life.